# Pleurocerina aquila
Pleurocerina aquila är en tvåvingeart som beskrevs av Schneider 2010. Pleurocerina aquila ingår i släktet Pleurocerina och familjen stekelflugor. Inga underarter finns listade i Catalogue of Life.